# Johann Adolf Scheibe

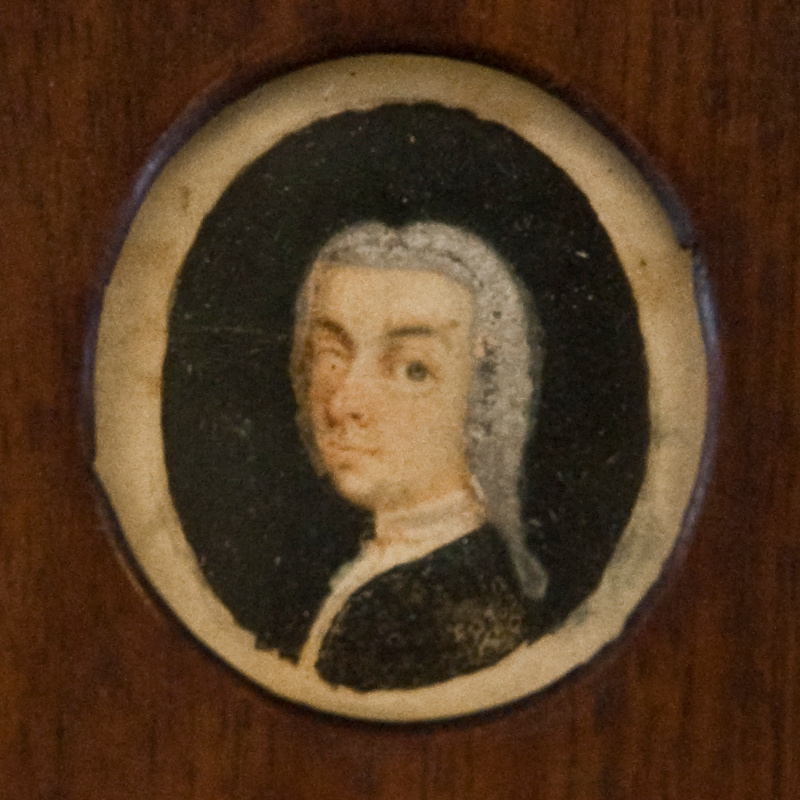
Johann Adolf Scheibe.

Johann Adolf (eller Adolph) Scheibe, född 4 maj 1708 i Leipzig, död 22 april 1776 i Köpenhamn, var en tysk-dansk kompositör av senbarockmusik samt musikkritiker.
Scheibe försörjde sig med knapp nöd som klaverlärare, tills han i Hamburg fäste uppmärksamheten vid sig genom tidskriften "Der critische Musikus" (1737-40; ny upplaga 1745). År 1740 blev han hovkapellmästare hos markgreven av Brandenburg-Kulmbach och strax därefter kunglig kapellmästare i Köpenhamn. Där var han till stor nytta för musiklivet, gjorde front mot den överhandtagande italienska operan, men måste vika för Scalabrini och avskedades redan 1748, varefter han huvudsakligen levde för musikteoretiska undersökningar.
Hans skrifter har ansetts högst märkliga för sin tid genom nya, reformatoriska tankar. Hans polemik mot italienska operan anses ha inverkat på Gluck, som samtidigt befann sig i Köpenhamn, och förberett omslaget i dennes verksamhet. Scheibe var även den förste, som uttalade den sedermera ofta upprepade åsikten, att den flerstämmiga musiken härstammar från Norden. Bland hans skrifter märks Abhandlung vom Ursprung und Alter der Musik, Insonderheit der Vokalmusik (1754), Abhandlung über das Recitativ och Über die musikalische Komposition (ofullbordad, 1773). 

## Verk

### Instrumentalmusik

#### Konserter
| I denna artikel     |
| används tonnamnen   |
| B♭ och H.           |
| Se olika skrivsätt. |

- Konsert för traversflöjt, violin I-II, viola och violoncell i A-dur (1), ISBN 87-88215-14-8
- Konsert för traversflöjt, violin I-II, viola och violoncell i A-dur (2), ISBN 87-88215-16-4
- Konsert för blockflöjt, violin I-II, viola och violoncell i B♭-dur, ISBN 87-88215-18-0
- Konsert för traversflöjt, violin I-II, viola och violoncell i D-dur (1), ISBN 87-88215-20-2
- Konsert för traversflöjt, violin I-II, viola och violoncell i D-dur (2), ISBN 87-88215-22-9
- Konsert för traversflöjt, violin I-II, viola och violoncell i G-dur, ISBN 87-88215-24-5
- Konsert för oboe d'amour, violin I-II, violoncell (Violoncell, cembalo) i G-dur, ISBN 87-88215-26-1
- Konsert för oboe d'amour, violin I-II, violoncell (Violoncell, generalbas) i h-moll, ISBN 87-88215-28-8
- Violinkonsert i h-moll, försvunnen
- Jibsert för cembalo, violin I-II, viola och violoncell i a-moll, försvunnen
- Konsert för cembalo, violin I-II, viola och violoncell i F-dur, försvunnen
- Konsert för cembalo, flöjt I-II och violoncell i G-dur, försvunnen
- Konsert för cembalo, flauto I-II, viola och violoncell i h-moll, försvunnen

#### Sinfonior
- Sinfonia a 16 i D-dur, för orkester, ISBN 87-88215-00-8
- Sinfonia a 6 i A-dur, för traversflöjt I-II, violin I-II, viola och violoncell (Violoncell & cembalo), ISBN 87-88215-02-4
- Sinfonia a 6 i C-dur, för traversflöjt I-II, violin I-II, viola och violoncell (Violoncell & cembalo), ISBN 87-88215-04-0
- Sinfonia a 6 i D-dur, för traversflöjt I-II, violin I-II, viola och violoncell, försvunnen
- Sinfonia a 5 i D-dur, för traversflöjt, violin I-III, violoncell (generalbas con becif.), ISBN 87-88215-06-7
- Sinfonia a 4 i A-dur, för violin I-II, viola och violoncell, ISBN 87-88215-08-3
- Sinfonia a 4 i a-moll, försvunnen
- Sinfonia a 4 i B♭-dur (1), för violin I-II, alto viola och violoncell, ISBN 87-88215-10-5
- Sinfonia a 4 i B♭-dur (2), för violin I-II, viola och violoncell, ISBN 87-88215-12-1
- Sinfonia a 4 i B♭-dur (3), försvunnen
- Sinfonia a 4 i c-moll, försvunnen
- Sinfonia a 4 i e-moll, försvunnen
- Sinfonia a 4 i G-dur, försvunnen
- Sinfonia a 4 i g-moll, försvunnen
- Sinfonia a 3 i F-dur, för violin I-II, violoncell (generalbas), försvunnen

#### Sonater och Partitor

##### Quadros
- Quadro i D (1), för oboe, violin I-II, violoncell,      försvunnen
- Quadro i D (2), för flauto, violin I-II, violoncell,     försvunnen
- Partita i D,  för flauto obligato, violin I-II, violoncell, försvunnen

##### Trios und Duos
- Sonat i A-dur (1), för cembalo obligato, traversflöjt/violin concertato,  ISBN 87-88215-32-6
- Sonat i A-dur (2), för cembalo obligato con violin,          försvunnen
- Sonat i b♭-moll,   för violin solo con violoncell,                 försvunnen
- Sonat i c-dur,   för violin solo con violoncell,                 försvunnen
- Sonat i D-dur,   för cembalo obligato con traversflöjt/violin concertato, ISBN 87-88215-34-2
- Sonat i d-moll,   för violin I-II, violoncell,                   försvunnen
- Sonat i d-moll,   för violin solo con violoncell,                 försvunnen
- Sonat i e-moll,   för cembalo obligato con violin,              försvunnen
- Sonat i G-dur (1), för cembalo obligato con violin,              försvunnen
- Sonat i G-dur (2), för cembalo obligato con violin,              försvunnen
- Sonat i G-dur (3), för cembalo obligato con violin,              försvunnen
- Sonat i G-dur (4), för cembalo obligato con violin,              försvunnen
- Sonat i g-moll,   för cembalo obligato con violin,              försvunnen
- Sonat i h-moll,   för cembalo obligato con traversflöjt/violin concertato, ISBN 87-88215-36-9

##### Musik för Cembalo
- 7 sonater (A-dur, B♭-dur, C-dur, E-dur, F-dur, G-dur, g-moll), för cembalo solo, ISBN 87-88215-38-5
- 7 partitor (A-dur, B♭-dur, D-dur, d-moll, Ess-dur, G-dur (1), G-dur (2)), för cembalo solo, ISBN 87-88215-40-7
- Pieces de Conversation, för cembalo solo, ISBN 87-88215-42-3

##### Musik för Orgel
- 3 sonater (B♭-dur, D-dur, F-dur) för 2 manualer och pedal, ISBN 87-88215-46-6

### Vokalmusik

#### Latinsk kyrkomusik
- Magnificat i D-dur, för orkester, SATB, violoncell, organ (Becif.), ISBN 87-88215-48-2
- Magnificat i G-dur, för oboe I-II, violin I-II, viola, SATB, violoncell, organ (Becif.), ISBN 87-88215-01-6
- Sanctus i F-dur, för corno di caccia I-II, violin I-II, viola, SATB, generalbas, organ, ISBN 87-88215-03-2
- Sanctus i G-dur, för Oboe I-II, violin I-II, viola, SATB, generalbas (Becif.), ISBN 87-88215-05-9

#### Andra musikaliska genrers
- Kyrkokantater
- Kammarkantater
- Passionsmusik

### Skrifter
Endast med tyska titlar
- Compendium musices theoretico-practicum, das ist Kurzer Begriff derer nöthigsten Compositions-Regeln, MS, D LEm, ca. 1730
- Der critische Musikus, I, Hamburg 1738, II, Hamburg 1740, I und II, Leipzig 1745
- Abhandlung vom Ursprunge und Alter der Musik, insonderheit der Vokalmusik, Altona und Flensburg 1754
- „Abhandlung über das Rezitativ“, in: Bibliothek der schönen Wissenschaften und freien Künste XI–XII, 1764–1765
- Über die musikalische Composition,
  - Erster Theil: Die Theorie der Melodie und Harmonie, Leipzig 1773
  - Zweyter Theil: Die Harmonie, oder Die Zusammensetzung der Töne an und för sich selbst, MS, DK Kk